# Hart-longmachine

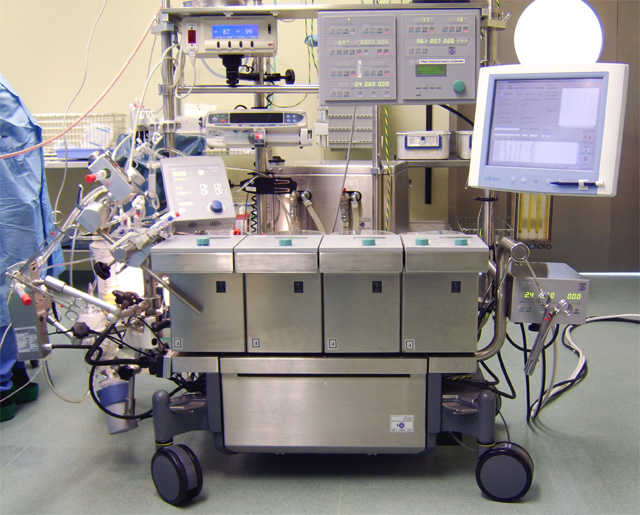
Hart-longmachine anno 2006

Een hart-longmachine is een apparaat dat bij operaties waarbij het hart moet worden stilgezet, zorgt dat het bloed van de patiënt toch blijft stromen en van zuurstof wordt voorzien. De ontwikkeling van dit apparaat maakte bepaalde openhartoperaties en hart- en longtransplantaties mogelijk. De bediening van het apparaat wordt verricht door een team van zogenaamde perfusionisten.

## Werking
De twee belangrijkste functies van de machine zijn het rondpompen van het bloed door het lichaam en het toevoegen van zuurstof aan het bloed en afvoeren van koolzuur uit het bloed. Daarnaast wordt het bloed gefilterd om embolie door kleine luchtbelletjes of plasticdeeltjes te voorkomen, en bevat de machine een reservoir om bloed dat tijdelijk niet nodig is op te vangen en later weer toe te kunnen dienen. Voor de pompfunctie gebruikt men nog steeds vaak een slangenpomp waarbij in wezen bloed door een slangetje wordt geperst door van buiten op het slangetje te duwen. Zo komt het bloed niet in aanraking met de bewegende delen van de pomp. Centrifugaalpompen worden ook toegepast.
Voor de longfunctie moeten zuurstof en koolzuur kunnen worden uitgewisseld met het bloed. Dit kan gebeuren door direct contact van het bloed met gas, maar deze methode wordt niet vaak meer toegepast. Meestal gebruikt men een membraan dat wel gas maar geen vloeistof doorlaat.
Om te voorkomen dat het bloed stolt in de hart-longmachine, wordt een antistollingsmiddel toegediend.

## Ontwikkeling van de hart-longmachine
Belangrijk voor de ontwikkeling van de hart-longmachine was de ontdekking in 1916 van het antistollingsmiddel heparine. In 1940 werd in de Russische film Experiments in the Revival of Organisms een primitieve vorm van een hart-longmachine getest op een hond. Het toevoegen van zuurstof aan het bloed is gebaseerd op technieken uit de nierdialyse. Pas in de jaren 50 kon men voldoende efficiënt het bloed van zuurstof voorzien. De eerste succesvolle toepassing van een hart-longmachine was op 6 mei 1953 door de Amerikaanse arts John Gibbon (1903-1973). Hij opereerde een vrouw met een afwijking aan het atrium.
De Utrechtse hoogleraar in de fysiologie Jacob Jongbloed (1895-1974) ontwikkelde kort na de Tweede Wereldoorlog in Nederland een hart-longmachine. Met dat apparaat werd het mogelijk om het hart tijdens een operatie bloedleeg te maken, zodat ook directe ingrepen aan het hart zelf konden worden uitgevoerd. De bloedcirculatie zou tijdens de ingreep niet worden gestoord, aangezien deze via de hart-longmachine werd omgeleid. Ook kon het apparaat gebruikt worden bij patiënten die leden aan een acuut hartgebrek. Bij hen zou de machine gedurende de herstelperiode de hartfuncties kunnen overnemen.
Problemen die opgelost moesten worden betroffen onder andere de bloedvoorziening van de hartspier via kransslagaders. Deze verzorgen de zuurstofvoorziening van het hartspierweefsel. Als dat stagneert ontstaat er een situatie die te vergelijken is met een hartinfarct, het 'drooggelegde' deel van de hartspier sterft af. Een ander probleem vormde het feit dat het bloed in de hart-longmachine rijkelijk van zuurstof moet worden voorzien. Voor dit probleem wist professor Jongbloed niet direct een oplossing. In de beginjaren was de hart-longmachine dan ook nog niet geschikt voor een toepassing bij mensen. Jongbloed experimenteerde uitgebreid op honden en al doende wist hij de problemen op te lossen.

### Resultaten
In 1949 verscheen een artikel van Jongbloed waarin hij een hart-longmachine beschreef zoals die nog in het Universiteitsmuseum Utrecht te zien is. Deze machine was geschikt om bij operaties op mensen te worden ingezet. In 1951 gaf Jongbloed de Apparatenfabriek Van Doorn in De Bilt toestemming om een industrieel model van de hart-longmachine te vervaardigen. Tegelijkertijd werd in het Academisch Ziekenhuis Groningen een hart-longmachine gebouwd door Jan Nico Homan van der Heide, die de onderdelen voor zijn machine zelf had moeten financieren. Met behulp van deze machine werd op 8 mei 1957 de eerste openhartoperatie uitgevoerd op het Europese vasteland. 
In het naoorlogse Nederland waren voor zowel het nier- als het hartlongonderzoek weinig middelen beschikbaar. Begin 1950 was de Kampense uitvinder Willem Kolff daarom met zijn gezin naar de Verenigde Staten geëmigreerd. In 1956 bracht hij daar de eerste hart-longmachine op de markt. Daarmee werd het voor het eerst mogelijk mensen met een hartinfarct te opereren.
Overigens werden de eerste openhartoperaties uitgevoerd zonder hart-longmachine. Ze vonden plaats bij onderkoeling van de patiënt waarbij de bloedsomloop korte tijd werd stilgezet. Deze techniek werd voor het eerst toegepast in het Academisch Ziekenhuis Leiden op 28 januari 1955 door A.G. Brom.